# Bourne High School (Altbau)
Unter der Bezeichnung Bourne High School ist ein zu Beginn des 20. Jahrhunderts errichtetes Schulgebäude in Bourne im Bundesstaat Massachusetts der Vereinigten Staaten im National Register of Historic Places (NRHP) eingetragen. Seit 1960 war dort die Kempton J. Coady Junior High School ansässig, bis es 1990 an die Waldorf School of Cape Cod übergeben wurde.

## Beschreibung
Das Gebäude steht auf einem 7,77 Acres (3,1 ha) großen Grundstück innerhalb des als Bourne Village bekannten historischen Stadtzentrums von Bourne. Auf den Nachbargrundstücken stehen Wohngebäude ebenso wie eine Methodistenkirche, das in der ehemaligen, ebenfalls im NRHP eingetragenen Jonathan Bourne Public Library untergebrachte Jonathan Bourne Historical Center, das örtliche Postamt sowie der moderne Neubau der Bourne High School. Der Eintrag im NRHP umfasst das Hauptgebäude mit angebauter Turnhalle sowie weitere als zur Relevanz beitragend bewertete Objekte wie eine Mauer und einen Fahnenmast. Andere auf dem Grundstück vorhandene Objekte wie ein Baseballfeld und ein Lagerhaus wurden als nicht zur Relevanz beitragend eingestuft.

## Architektur

### Außenbereiche
Das Bauwerk ist ein gut erhaltenes Beispiel für den Baustil des Colonial Revival. Das zweistöckige Hauptgebäude wurde 1905 vom Architekturbüro Parker & Thomas entworfen und gebaut, 1934 folgte der Anbau einer Turnhalle. Während das Hauptgebäude ein steiles Walmdach aufweist, besitzt die Turnhalle ein seitliches Giebeldach. Beide Dächer sind mit Schindeln aus Asphalt gedeckt. Die Gebäude wurden aus roten Ziegelsteinen im Läuferverband (jede sechste Reihe im Flämischen Verband) errichtet und ruhen auf einem Betonfundament. Das Hauptgebäude weist einen rechteckigen Grundriss auf und ist auf seiner Südseite durch einen zweistöckigen Verbindungstrakt mit der Turnhalle verbunden, an deren Westseite ein einstöckiger Anbau eine Bühne beherbergt.

### Innenbereiche

#### Hauptgebäude
Im Hauptgebäude befindet sich in beiden Stockwerken eine mittig angeordnete Halle mit jeweils zwei Klassenräumen auf beiden Seiten. Die Ebenen sind über eine Treppe miteinander verbunden, die vollständig im Original erhalten ist. Ein zurückgesetztes Vestibül dient im Erdgeschoss als Haupteingang, im ersten Stock befindet sich genau darüber eine Bibliothek.
Die Innenwände sind weiß verputzt und weisen hölzerne Fußleisten sowie zum größten Teil in rund 6 ft (1,8 m) Höhe eine ebenfalls hölzerne Zierleiste auf. Die Böden auf den Gängen sind mit Terrazzo-Fliesen gedeckt, in den Klassenräumen liegt überwiegend Linoleum. Die Decken sind entweder abgehängt oder mit Fliesen aus Asbest verkleidet. Die Heizungsanlage, Leuchten und Rohrleitungen sind auf dem aktuellen Stand der Technik. Während die meisten Heizkörper unverkleidet sind, wurden sie in den östlichen Klassenräumen im Erdgeschoss mit Abdeckungen im Stil der Stromlinien-Moderne versehen.

#### Verbindungstrakt
Der zweistöckige Verbindungstrakt erstreckt sich in südlicher Richtung vom Hauptgebäude bis zur Turnhalle und verfügt auf beiden Ebenen über einen mittigen, über die gesamte Länge verlaufenden Korridor, der aus Brandschutzgründen mittels Stahltüren vom Hauptgebäude abgetrennt ist. Die Wände des Korridors sind ca. 1,8 m hoch mit Fliesenimitaten bedeckt. Am südlichen Ende befinden sich auf beiden Stockwerken zeitgemäß ausgestattete Toiletten sowie Trinkbrunnen. Über den Brunnen sind Ornamente angebracht, die im Erdgeschoss eine Eule und im ersten Stock eine Öllampe zeigen; beides sind Symbole für die wissenschaftliche Erkenntnis. Im Erdgeschoss befindet sich an der Ostseite gegenüber einem Bürotrakt mit sechs Zimmern der Nebeneingang der Schule.
Im Obergeschoss des Verbindungstrakts sind auf jeder Seite des Korridors jeweils zwei Klassenräume angeordnet, von denen der über den Büros liegende der größte der Schule und als einziger mit Teppichboden ausgestattet ist. Dort befindet sich unter anderem auch ein Gewächshaus, das an der Westseite aus dem Gebäude herausragt.

#### Turnhalle
Am südlichen Ende des Verbindungstrakts schließt sich die zweistöckige, in Ost-West-Richtung angelegte Turnhalle an. Die Ziegelwände sind in Richtung des Bodens mit einer Holzverkleidung versehen, das gewölbte Dach ist mit Kacheln aus Asbest verkleidet. Der Boden besteht aus behandelten Holzdielen. Am westlichen Ende der Halle schließt sich in einem Anbau eine Bühne an, die über jeweils einen Treppenaufgang an jeder Seite erreicht werden kann. An der Ostseite befindet sich ein großer Eingangsbereich, der zur Cotuit Road führt.

## Historische Bedeutung

### Entwicklung des öffentlichen Schulsystems in Massachusetts
1789 wurde in Massachusetts ein Gesetz verabschiedet, das erstmals die Einrichtung lokaler Schuldistrikte erlaubte und damit die Entwicklung eines öffentlichen Schulsystems ermöglichte. Zuvor waren Schulen lediglich in Gemeinden mit 50 oder mehr Familien vorgeschrieben, einige größere Städte unterhielten zudem eine Grammar School. Die neuen Schulbezirke führten zu einer feineren Unterteilung der Gemeinden und räumten den Familien Mitbestimmungsrechte im Hinblick sowohl auf die Auswahl der Lehrer und des Curriculums als auch auf den Bau von Schulgebäuden und deren Instandhaltung ein. Die Dezentralisierung der Schulverwaltung erreichte 1828 ihren Höhepunkt, als die Schulbezirke mit Ausnahme der Zertifizierung von Lehrern alle Vollmachten besaßen.
Darunter litt jedoch die Effizienz der Verwaltung, was zu Bestrebungen führte, das Schulsystem wieder mehr zu zentralisieren. 1837 war Massachusetts der erste Bundesstaat der Vereinigten Staaten, der eine zentrale Schulleitung (englisch Board of Education) einsetzte, um notwendige Reformen einzuleiten und übergreifende Standards zu etablieren. Dies führte zur Einrichtung des ersten einheitlichen, steuerfinanzierten öffentlichen Schulsystems der Vereinigten Staaten. Zu den Reformen zählten die Einführung von nach Bildungsniveau abgestuften Schulen, die Errichtung von Schulbibliotheken, einheitliche Lehrpläne und verbesserte Schulgebäude.
Am 29. Juni 1837 wurde Horace Mann zum ersten secretary of the Board of Education gewählt. Zu seinen nennenswerten Erfolgen zählt die Einführung von Normalschulen, um Normen und Standards in der Lehre zu etablieren. Daneben wurden gewünschte Standards von Mann in jährlichen Veröffentlichungen publiziert, die eine hohe Verbreitung fanden. Horace Mann widmete sich darüber hinaus der Konzeption von Schulgebäuden, die bisher zum größten Teil aus lediglich einem einzigen Raum bestanden, in dem alle Schülerinnen und Schüler unterrichtet wurden. Seine Überlegungen umfassten neben einer neuen Raumaufteilung auch Lüftungs- und Heizungsanlagen, Möbel, Standorte der Schulen sowie die Gestaltung von Schulhöfen und Spielplätzen.
Bedingt durch die fortschreitende Industrialisierung waren in der Mitte des 19. Jahrhunderts viele Schulen – vor allem in bisher eher ländlichen, nun aber zunehmend dichter besiedelten Gebieten – überfüllt. Um dies abzumildern, wurden die Schulen abgestuft und die ersten Intermediate schools eingeführt; zwischen 1860 und 1875 wurden insgesamt 90 High schools eingerichtet. Die steigende Anzahl an Schülerinnen und Schülern führte in Verbindung mit abgestuften Klassen und der Einführung der High schools zu einem wachsenden Bedarf nach größeren und sichereren Schulgebäuden. High schools wurden schnell zu örtlichen Aushängeschildern des Bildungswesens.

### Einführung des neuen Schulsystems in Bourne
Das heutige Bourne gehörte ursprünglich zum 1637 gegründeten Sandwich. Es ist nicht bekannt, wann die erste Schule in Sandwich gegründet wurde, allerdings gibt es ein Schriftstück aus dem Jahr 1677, in dem ein Schuldirektor für mehrere Standorte eingesetzt wird. 1713 erlaubte die Stadtverwaltung bestimmten Familien, Schulen auf eigene Kosten zu errichten, was unmittelbar zur Einrichtung mehrerer Schulbezirke führte. Zwischen 1790 und 1830 stieg die Bevölkerung von Sandwich um 68 % – vorwiegend durch die Ansiedlung einer Glasfabrik in der Nähe der Stadt – an, sodass 1804 zehn und 1813 bereits zwölf Schulbezirke existierten. Mindestens vier Schulgebäude befanden sich in dem Teil der Stadt, der heute zu Bourne gehört.
1857 zählte die Stadt nicht weniger als 23 Schulbezirke. In diesem System entschieden Bezirksvorstände (englisch District Committees) über Instandhaltung, Neubau und Richtlinien für Schulen, sodass die Qualität der Einrichtungen sehr unterschiedlich war. 1863 übernahm die Stadtverwaltung die neuen Gesetze des Bundesstaats und führte eine zentrale Finanzierung und Kontrolle des öffentlichen Bildungssystems ein, wodurch die Anzahl der Schulbezirke verringert und größere Schulgebäude – darunter mit der Sandwich Academy auch die erste zentrale High school – errichtet wurden.
1884 führten bereits länger währende Unabhängigkeitsbestrebungen zur Abspaltung von Bourne mit 1.390 Einwohnern. Die neue Stadt war mit Cataumet, North Pocasset, Monument Beach, Bourne, Buzzards Bay, Head-of-the-Bay, Bournedale und Sagamore in acht Villages unterteilt, denen jeweils ein eigener Schuldistrikt zugeordnet war. Im ersten Jahr nach der Stadtgründung wurden 223 Schülerinnen und Schüler im Alter zwischen 5 und 15 Jahren registriert. Weiterführende High schools standen lediglich in Sandwich oder Middleborough zur Verfügung.
Am 14. September 1885 wurde ein um einen weiteren Raum vergrößertes Schulgebäude in Buzzards Bay als erste Bourne High School eröffnet und startete mit einem Lehrer und 30 Schülern. Als 1887 die ersten fünf Schüler der High school ihren Abschluss erhielten, wurde das Gebäude nochmals vergrößert und ein zweiter Lehrer angestellt. Bereits 1901 wurden die bestehenden Schulgebäude der wachsenden Einwohnerzahl von Bourne nicht mehr gerecht, und die Stadt bemühte sich um finanzielle Unterstützung des Bundesstaats für entsprechende Neubauten. Diese sollte jedoch nur den Schulen zuteilwerden, die mindestens 36 Wochen pro Jahr geöffnet waren, ihre Schüler erfolgreich auf das College vorbereiteten und mindestens zwei in Vollzeit angestellte Lehrer beschäftigten.
Zeitgleich wurden progressive Reformen für die bestehenden Schulen diskutiert, die 1903 unter anderem einen „zugegebenermaßen radikalen“ Vorschlag zur Zusammenführung der Schulen in Monument Beach, Buzzards Bay und Bourne in ein einziges Gebäude umfassten. Schließlich wurde ein Komitee (bestehend aus Aaron C. Swift, Mary E. Nye, Chester S. Wright, Walter E. R. Nye, Reuben L. Burgess, S. Henry Perry und Moses C. Waterhouse) eingerichtet, das sich um die Konsolidierung der Schulen sowie die Standortwahl für neue Schulgebäude kümmern sollte.

### Bau der Bourne High School
Bourne war eine der ersten Gemeinden am Cape Cod, in der die neuen Ideen in die Praxis umgesetzt wurden. 1904 wurde beschlossen, eine neue High school zu errichten, wofür 20.000 US-Dollar (dies entspricht einem heutigen Gegenwert von ca. 628.200 Dollar) bereitgestellt wurden. Der neue Standort wurde in einer außerordentlichen Gemeindeversammlung auf Bourne Village an der Sandwich Road festgelegt. Für den Bau der Schule wurden mehreren Personen, deren Land dafür benötigt wurde, Entschädigungen in Höhe von insgesamt 2.890 Dollar (heute ca. 90.780 Dollar) gezahlt.
Bourne Village ist einer der ältesten Stadtteile von Bourne. Im 17. und 18. Jahrhundert wuchs der Standort zu einem ökonomischen Zentrum mit beliebten Wohngegenden heran, und viele heute noch bestehende Straßen wurden in dieser Zeit angelegt, darunter auch die Sandwich Road. Der Stadtteil war zum Zeitpunkt der Abspaltung von Sandwich der größte der Stadt und war Wohnsitz vieler reicher Bürger, weshalb er als Verwaltungssitz für Bourne ausgewählt wurde. 1897 zogen die Büros der Stadtverwaltung in die östlichen Räume der Jonathan Bourne Public Library ein. Am 11. September 1905 wurde die neue Bourne High School mit 63 Schülern im High-School-Bereich im Obergeschoss und 41 Schülern der Middle School im Erdgeschoss eröffnet. Kurz danach stiftete Moses C. Waterhouse als Vorsitzender des Schulbau-Komitees die Uhr am Frontgiebel.

### Weitere Entwicklungen im 20. Jahrhundert
Mit der Eröffnung der Bourne High School begann in der Stadt eine neue Epoche im Bildungswesen. Die Zusammenfassung von bisher eigenständigen Schulen in einem gemeinsamen Gebäude wurde zu Beginn des 20. Jahrhunderts auch in anderen Bundesstaaten umgesetzt, nachdem Theodore Roosevelt 1908 ein nationales Komitee zur Verbesserung des Lebens auf dem Land (National Commission on Country Life) eingesetzt hatte. Dieses gab entsprechende Empfehlungen heraus, und bis 1925 erschienen auch zahlreiche Bücher zu diesem Thema.
Insbesondere nach der Eröffnung des Cape Cod Canal im Jahr 1914 wuchs die Einwohnerzahl von Bourne weiter an. Mit dem Aufkommen des Automobils in den 1920er und 1930er Jahren stieg die Mobilität der Bevölkerung um ein Vielfaches an, und viele Einwohner aus Boston und anderen regionalen Zentren konnten das Cape Cod nunmehr vergleichsweise schnell und einfach erreichen, was zu weiterem Wachstum auch in Bourne führte. Zugleich entfiel die Notwendigkeit, Schulen in fußläufiger Distanz zu den Schülern zu errichten, da jetzt Schulbusse auch weiter entfernte Schulen anfahren konnten. Dementsprechend wurden weitere neue, größere und moderne Schulgebäude errichtet und die alten Schulen mit nur einem Klassenraum nach und nach geschlossen. 1925 wurde gegenüber der Bourne High School die Bourne Grammar School eröffnet, um das überfüllte Gebäude zu entlasten und Schüler der Klassen 1 bis 8 zu unterrichten.
Das Gebäude der Bourne High School wurde regelmäßig instand gesetzt und verbessert, unter anderem durch die Installation innenliegender Trinkbrunnen, einer Verbreiterung des Zugangswegs zum Haupteingang 1912 sowie durch die Einrichtung eines Spielplatzes im Jahr 1913. Im Jahr 1923 wurde Kempton J. Coady neuer Schuldirektor und bat umgehend um die Installation elektrischen Lichts, was 1925 schließlich umgesetzt wurde. 1927 wurde ein neuer Eingang zum Speisesaal hinzugefügt, 1930 folgte die Installation einer neuen Heizungsanlage. In den späten 1920er Jahren wurde der heute als zur historischen Relevanz des Schulgebäudes beitragend bewertete und daher als contributing object ebenfalls im NRHP eingetragene Fahnenmast errichtet.
Trotz der Auslagerung der Grammar School konnte das Gebäude der Bourne High School die stetig wachsende Schülerzahl nicht bewältigen; während 1930 noch 140 Schüler die High School besuchten, waren es 1933 bereits 198. Bevor das Gebäude erweitert werden konnte, brach im Laborbereich des ersten Stockwerks am Morgen des 8. Juni 1934 ein Feuer aus, das jedoch keinen dauerhaften Schaden anrichtete und nur wenige Tage Unterrichtsausfall zur Folge hatte. Trotz der in den USA zu dieser Zeit herrschenden Großen Depression beschloss die Stadt, zusätzlich zur Reparatur des Brandschadens das Gebäude durch eine Turnhalle zu erweitern. Die entsprechenden Baupläne arbeitete das in Fitchburg ansässige Architekturbüro S. W. Haynes Associates aus, während T. L. Cottrell aus West Dennis die Reparaturarbeiten und L. M. Witherell & Son aus Taunton die Errichtung der Turnhalle ausführten, nachdem das örtliche Schulkomitee die ursprünglichen Baupläne mit dem Ziel der Kostenoptimierung modifiziert und vereinfacht hatte. 1952 wurde die Turnhalle nach George Dainty benannt, der von 1914 bis 1927 Schularzt und von 1921 bis 1951 Vorsitzender des Schulkomitees gewesen war.
In den späten 1930er Jahren folgten weitere Umgestaltungen der unmittelbaren Umgebung des Schulgebäudes, unter anderem durch die Errichtung einer heute noch existenten und ebenfalls im NRHP als contributing resource eingetragenen Stützmauer. Die Bevölkerung von Bourne wuchs vor allem aufgrund der guten Anbindung an den U.S. Highway 6 bzw. die Massachusetts Route 28 sowie durch die Einrichtung des Militärstützpunkts Camp Edwards im Jahr 1937 weiter an. Daher wurde am 23. Januar 1961 ein neues und größeres Gebäude für die High School an der Waterhouse Road mit zunächst 523 Schülerinnen und Schülern eröffnet. Im Altbau wurde eine Junior High School angesiedelt, die 1973 in Kempton J. Coady Junior High School umbenannt wurde.
1968 waren in Bourne 4625 Schülerinnen und Schüler registriert, die auf neun Schulgebäude verteilt waren. In den 1970er Jahren wurde auf dem Gelände der alten High School anstelle des ehemaligen Spielplatzes ein Baseballfeld errichtet. Mit der Personalreduzierung im Camp Edwards sank auch die Zahl der Schüler der Stadt, sodass 1981 die Bourne Grammar School aufgrund zu geringer Anmeldezahlen geschlossen werden musste. 1990 folgte die Schließung der Coady Junior High School. Das Baseballfeld auf dem Gelände war jedoch sehr beliebt und daher weiter ausgebaut. 1992 wurde das Schulgebäude von der privaten Waldorf School of Cape Cod geleast.